# Will Ospreay
William Peter Charles Ospreay (Havering, Londres, Inglaterra; 7 de mayo de 1993) es un luchador profesional británico, que trabaja para All Elite Wrestling y Ring Of Honor (ROH).
Ospreay ha sido 3 veces campeón mundial al ser una vez Campeón de Progress, una vez y actual Campeón Peso Pesado Británico y Campeón Mundial Peso Pesado de la IWGP. Además, es 2 veces y actual Campeón Peso Pesado de los Estados Unidos de IWGP, una vez Campeón Mundial de Televisión de ROH, una vez Campeón de Peso Abierto NEVER, Campeón Mundial de Progress Wrestling, Campeón en parejas de WCPW. Ha sido campeón en diferentes partes del mundo. Ospreay fue también el primer luchador británico en ser 3 veces Campeón de Peso Pesado Junior de la IWGP y fue 2 veces ganador del torneo Best of the Super Juniors (2016 y 2019).

## Carrera

### Carrera temprana
Ospreay cita la triple amenaza entre A.J. Styles, Christopher Daniels y Samoa Joe en TNA Unbreakable como la pelea que hizo que el quisiera convertirse en un luchador. Comenzó su entrenamiento en "La Escuela de Lucha Libre de Lucha Britannia", en Londres. Hizo su debut profesional durante el BritWres-Fest el primero de abril de 2012, como el enmascarado "Dark Britannico", gemelo malvado de Leon Britannico (Paul Robinson), quien sería el futuro compañero de  Ospreay en el equipo llamado "The Swords of Essex". Mientras luchaba en Lucha Britannia ganó dos veces el Campeonato Mundial de Britannia. Ospreay dijo en una entrevista con el Huffington Post que su apodo, "El Asesino Aéreo", es una alusión a la serie de videojuegos Assassin's Creed y que era un personaje que adoptó de otros luchadores británicos aéreos, particularmente Pac.

### Progress Wrestling (2012–2019)
Ospreay rápidamente se convirtió en un luchador regular de Progress Wrestling, debutando para ellos en el Capítulo Dos: The March of Progress junto a Alex Esmail y perdiendo contra The London Riots (James Davis y Rob Lynch). Su rendimiento le ganó un sitio en el torneo Natural Progression Series I, el cual apuntaba a nuevos luchadores. Perdió en la primera ronda contra el eventual ganador Mark Andrews en noviembre y otra vez en mayo, en una lucha de revancha. Andrews, como parte de su recompensa por haber ganado el torneo, eligió a Ospreay para entrar al torneo del siguiente año. Los dos se volvieron a encontrar en enero de 2014, en la primera ronda por el Campeonato de Parejas de Progress, con FSU (Andrews haciendo equipo con Eddie Dennis) derrotando a The Swords of Essex (Ospreay junto a Paul Robinson).
Durante su primera pelea en el torneo Natural Progression Series II, su oponente, Zack Gibson, intentó ganar al sostenerse de las cuerdas. Robinson impidió que esto pasara, sin embargo, resultó en una distracción del árbitro lo suficientemente larga para que Gibson le propinara un golpe bajo a Ospreay, haciendo a este rendirse. El 18 de mayo, The Swords of Essex eran uno de los dos equipos finales en una lucha de cuatro esquinas por equipo por el Campeonato de Parejas de Progress. Durante la pelea, Ospreay, quien había estado fuera por un tiempo, se acerca a su compañero para hacer el cambio, pero este sale antes del ring y lo abandona. Ospreay queda solo y pierde, tras lo cual, el campeón de Progress en ese momento, Jimmy Havoc, se acerca al ring y ordena a The London Riots atarlo. Havoc saca un cuchillo y comienza a amenazarlo, culpando a Ospreay por su popularidad, antes de que vinieran otros luchadores a liberarlo. Más tarde, Havoc y The London Riots formaron una nueva alianza llamada Regression, quien también contaba con la participación de Robinson.
El 27 de julio, Ospreay entró a la lucha de eliminación de ocho hombres Thunderbastard, en donde el ganador podía elegir un día para enfrentarse por el Campeonato de Progress. Ospreay entró tercero y fue inmediatamente recibido con un golpe bajo de parte de Robinson, quien con esperanzas de sacar a Ospreay, fue descalificado. Sin embargo, este se recupera y elimina a Marty Scurll, ganando la pelea. En el siguiente show, Ospreay hizo equipo con FSU y Noam Dar en una pelea por equipos de ocho hombres, poniendo en juego los títulos de FSU y Havoc, más la oportunidad titular de Ospreay y los contratos de todos, dependiendo de quien perdiese. Durante la pelea, Ospreay realizó un moonsault desde el balcón del Electric Ballroom. Más tarde, tuvo a Havoc en posición para hacerle el pin, pero al lanzarse desde la tercera cuerda, Robinson mueve a Havoc, dejando que Ospreay le haga el pin a Davis y terminando el contrato de The London Riots con Progress.
En el siguiente capítulo, Ospreay derrota a Robinson y anuncia que durante el próximo evento, va a utilizar su derecho a una pelea por el título de Havoc. Pierde esta pelea en enero después de que Havoc aflojara la tercera cuerda, haciendo más difícil para Ospreay el realizar sus movimientos aéreos, y ocupando esta también como arma. Durante el fin de semana de Spring Bank Holiday, Ospreay derrota a El Ligero, Mark Haskins, Roderick Strong y Zack Sabre Jr.  ganando el primer torneo Super Strong Style 16 y una nueva oportunidad titular. Su lucha de revancha tuvo lugar el 26 de julio en una lucha sin descalificación, acabando con el reinado de 609 días de Havoc y convirtiéndose en el campeón de Progress
Ospreay defendió su título exitosamente contra el ganador de la versión 2015 de Thunderbastard, Mark Haskins y luego contra Paul Robinson, quien luego de perder el combate, lo ataca. Mark Andrews, quien hacía su retorno a la empresa, lo salva. Ospreay se enfrenta a Andrews por el campeonato y gana. Finalmente, Ospreay encabeza el primer evento de Progress fuera de Londres, en Mánchester, defendiendo su título en una triple amenaza contra Zack Gibson y Morgan Webster, cerrando el año 2015.
Perdió su campeonato el 24 de enero de 2016 en contra de Marty Scurll, cuando el árbitro detuvo la pelea puesto que Ospreay se había desmayado a manos de la sumisión chickenwing de Scrull. Perdió también su lucha de revancha en WrestleCon Supershow, y una lucha por ser el contendiente #1 contra Mark Haskins. 
Pasó el resto del año en combates de exhibición contra luchadores no regulares de Progress, y perdiendo ante Zack Sabre Jr., Shane Strickland, Matt Riddle y Adam Cole. Finalmente, el 30 de diciembre, en un evento compuesto de luchas no anunciadas, Ospreay perdió contra Havoc. Después de la pelea, Havoc invitó a Ospreay a unirse en su lucha contra British Strong Style, quienes portaban los títulos de pareja. En su lugar, Ospreay atacó a Havoc y se reunió con su pareja de Swords of Essex, Paul Robinson. Ospreay volvió a atacar a Havoc durante la pelea por el campeonato de Progress de ese mismo evento, pactándose una lucha en marzo, donde los fanes traían las armas. Durante la pelea, Ospreay desafía a Havoc a poner sus contratos en juego, pero pierde y se va de la empresa.
Hace su regreso en el último evento de 2017, como el oponente misterioso de Travis Banks, sin embargo, perdió la lucha. En el capítulo 61, Ospreay derrotó a Adam Brooks, siendo esta su primera victoria en Progress desde la pelea por el campeonato en 2016.

### Revolution Pro Wrestling (2013–presente)
Ospreay debutó en Revolution Pro Wrestling (RevPro) el 10 de febrero de 2013 con una victoria sobre Mike Hitchman. Luego empezó a luchar con Paul Robinson como The Swords of Essex, ganando una oportunidad por el título británico de parejas de RevPro. El 15 de junio de 2013 se convierten en los campeones luego de derrotar a Project Ego (Kris Travis and Martin Kirby). Después de perder contra Ricochet en una lucha individual, The Swords of Essex pierden sus campeonatos de parejas a manos del mismo Ricochet y su compañero de equipo, Rich Swann, el 15 de marzo de 2014.
El 19 de octubre, Ospreay venció a Josh Bodom por el Campeonato Británico de Peso Crucero, pelea que incluía a Swann. El día anterior, él había perdido un combate contra Matt Sydal y en mayo tuvieron una pelea de revancha. A pesar de que Ospreay ganó, estaban empatados a 1, por lo que se pactó una pelea de La mejor de tres caídas, por dicho campeonato. Luego de perder la primera caída, Ospreay retiene el título ganando dos caídas. etenga el título con dos caídas rectas. Después de un reinado de once meses, con un gran número de defensas de título, Ospreay pierde a manos de Bodom.
Se recupera venciendo a PJ Black, René Duprée, y Ricochet, los cuales lo ponen en línea para una triple amenaza por el Campeonato Británico de Peso Completo de AJ Styles, lucha que incluía a Marty Scurll, en donde el campeón retuvo. El día siguiente, pierde ante Okada. Okada, impresionado con Ospreay, lo recomendó a los oficiales de NJPW. Esto, junto con las recomendaciones de Styles y Hiroshi Tanahashi, lograron que Ospreay firmara con NJPW.
En 2016, Ospreay venció Scurll y al nuevo Campeón Crucero Pete Dunne en una triple amenaza no-titular. Derrotó a Mike Bailey consiguiendo una oportunidad por el título de Dunne, el cual ganó el 10 de julio. El siguiente mes, Ospreay encabezó York Hall en una pelea contra Vader. La contienda comenzó después de que Vader criticó la lucha entre Ospreay y Ricochet en Best of The Super Juniors, comparándola con "una rutina de gimnasia". El debate fue muy popular en Twitter, donde periodistas y veteranos se refirieron al tema. La pelea finalmente tuvo lugar el 12 de agosto, con Ospreay perdiendo después de que Dunne interfiriera cuando el árbitro estaba distraído. Ospreay perdería el título nuevamente a manos del campeón crucero interino Josh Bodom, y falló en la reconquista el 10 de noviembre de 2017 en Global Wars siendo derrotado por Zack Sabre Jr.

### New Japan Pro-Wrestling (2016-presente)
El 3 de marzo de 2016, Ospreay fue anunciado como el  nuevo miembro del equipo de NJPW Chaos. Apareciendo en un vídeo, Ospreay desafió a Kushida en una pelea por el Campeonato Peso Pesado Junior de la IWGP en Invasion Attack 2016. El 10 de abril, Ospreay perdió contra Kushida. Luego del combate, NJPW le ofreció a Ospreay un contrato para ser parte regular de la promoción.
El mes siguiente, Ospreay entró al torneo Best of The Super Juniors 2016. Ganó en su bloque del torneo con un registro de cuatro victorias y tres derrotas, avanzando a la final. El 7 de junio, Ospreay venció a Ryusuke Taguchi en la final convirtiéndose en el primer luchador inglés, el más joven en la historia y el quinto extranjero en ganar el torneo. Debido a su victoria, se le concedió otra oportunidad por el título, pero fue derrotado por Kushida el 19 de junio.
El 20 de julio, Ospreay entró al torneo de 2016 Super J-Cup, derrotando en la primera ronda a Titán, quien fuese el representante del Consejo Mundial de Lucha Libre (CMLL) El 21 de agosto, fue eliminado del torneo en la segunda ronda por Matt Sydal. El 8 de octubre, Ospreay recibió su primera oportunidad por el Campeonato en Parejas de Peso Abierto 6 hombres NEVER pero él junto a sus compañeros de Chaos, Rocky Romero y Beretta fueron derrotados por los campeones David Finlay, Ricochet y Satoshi Kojima. El 11 de febrero de 2017 Ospreay desafió sin éxito al Campeón Británico de Peso Completo Katsuyori Shibata . En mayo, Ospreay ganó su bloque en el Best of The Super Juniors con un registro de cinco victorias y dos derrotas, avanzando a su segunda final consecutiva. El 3 de junio, Ospreay perdió la final contra Kushida.
El 9 de octubre en King of Pro-Wrestling, Ospreay venció a Kushida para ganar el Campeonato Peso Pesado Junior de la IWGP por primera vez. Al ganarlo, se convirtió en primer campeón británico. Perdió el título frente a Marty Scurll en su primer defensa el 5 de noviembre Sin embargo, lo recuperóel 4 de enero de 2018 en Wrestle Kingdom 12, en una lucha de cuatro esquinas, donde también participaron Hiromu Takahashi y Kushida.
El 4 de enero en Wrestle Kingdom 13, Will Ospreay derrotó a Kota Ibushi ganándole el Campeonato de Peso Abierto NEVER. Se convertiría en el primer peso pesado junior en ganar el campeonato. El 22 de febrero, Ospreay retuvo exitosamente el título contra Dalton Castle en Honor Rising: Japan.
A pesar de que todavía estaba clasificado como un Junior Heavyweight, Ospreay ingresó a la New Japan Cup 2019, venciendo a Bad Luck Fale y Lance Archer, antes de ser eliminado por su compañero miembro del Chaos Kazuchika Okada. Se anunció que Ospreay se enfrentará al Campeón Mundial Televisivo de ROH Jeff Cobb en un ganador que se lleva todo en el G1 Supercard. En el evento, Ospreay perdió el título de NJPW ante Cobb, quien retuvo su título de ROH.
Se suponía que Ospreay sería parte de la New Japan Cup a partir del 4 de marzo de 2020; sin embargo, NJPW suspendió todas sus actividades a fines de febrero debido a la pandemia de COVID-19. Aunque la compañía finalmente reanudó sus actividades con la New Japan Cup en junio, las limitaciones de viaje debido a la pandemia han impedido que la mayoría de los luchadores extranjeros regresen a Japón. Ospreay hizo su regreso en septiembre, donde Ospreay participó en su segundo G1 Climax en el Bloque A donde terminó su carrera de G1 con doce puntos. En la noche 17 del G1 Climax, Ospreay derrotó a Kazuchika Okada después de la interferencia de la novia de Ospreay, Bea Priestley, y el "young lion" que regresaba, Great O-Kharn, después del combate, Ospreay atacó a Okada cambiándose a heel.

### Ring of Honor (2016–2018)
El 8 de noviembre de 2016, Ring of Honor (ROH) anunció que Ospreay había firmado un "contrato" exclusivo con la promoción, el cual fue efectivo el 1 de diciembre. El 18 de noviembre, Ospreay derrotó a Bobby Fish en su debut en la empresa, convirtiéndose en el nuevo Campeón Mundial de Televisión de ROH. Perdió el título dos días después contra Marty Scurll. Ospreay obtuvo otra oportunidad por el título, pero fue nuevamente derrotado. En Final Battle perdió frente a Matt Taven.
El 15 de septiembre, Ospreay reaparece en ROH aceptando el reto abierto por el Campeonato Mundial de ROH de Jay Lethal en Death Before Dishonor XVI. El 28 de septiembre, salió derrotado por el tituló.

### Otras promociones
Ospreay ha trabajado de forma regular para Internacional Pro Wrestling: United Kingdom (IPW: UK) desde septiembre de 2012 en luchas individuales, en luchas por equipos con Paul Robinson y con Tom Dawkins como Spitfire Britannia, representando a los alter ego de Puro Britannico y Neo Britannico para Lucha Britannia.
Ospreay llegó a la final del torneo de UK Super 8, tanto en 2014 como en 2015, perdiendo ambos contra Zack Sabre Jr. y Rampage Brown respectivamente. Ganó la batalla de 30 hombres en 2014 in abril, pero falló al siguiente año. El 28 de marzo de 2016, Ospreay perdió una contienda donde el perdedor debía irse de la ciudad, en contra de su excompañero de equipo, Tom Dawkins.
The Swords of Essex comenzaron a pelear para Future Pro Wrestling (FPW) en mayo de 2013, y luego de una serie de victorias, se convirtieron en los primeros campeones de parejas de FPW en una lucha de cuatro esquinas. Fueron campeones durante nueve meses. 
Ospreay también se convirtió en un luchador regular para Southside Wrestling Entertainment (SWE) desde marzo de 2014. Ganó el Speed King Championship en una lucha de eliminación de seis esquinas. Lo defendió durante varios meses y con diversos luchadores antes de perderlo a manos de El Ligero. Tiempo después desafió sin éxito a Joseph Connor por el SWE Heavyweight Championship, sin embargo, lograría ganar el título a manos de Andrew Everett el 7 de agosto.
El 29 de enero de 2016, Ospreay hizo su debut en Total Nonstop Acción Wrestling (TNA), durante la visita de la promoción al Reino Unido. Ospreay entró sin éxito al torneo Joker's Wild de 2016. Dave Meltzer del Wrestling Observer Newsletter informó que TNA tuvo planes para estelares para Ospreay, pero cuando descubrieron que había firmado con NJPW lo delegaron a su programa secundario.
El 1 de abril de 2016, Ospreay debutó en Evolve, perdiendo contra Zack Sabre Jr. en Evolve 58 y contra Ricochet en Evolve 59, ambos en Dallas, Texas, EE. UU. El 12 de julio, Paul Heyman, durante una visita al Reino Unido, ofreció a Ospreay un contrato con la empresa, la cual no afectaría su trato con NJPW. El 20 de julio, Pro Wrestling Torch informó que Ospreay había firmado el contrato con Evolve como la única empresa americana para la cual trabajaría, sin embargo, Ospreay más tarde confirmó en que también sería parte de ROH.
El 27 de agosto de 2016, Ospreay publicó un video en Facebook donde presentó un nuevo Campeonato Británico de Tríos, junto a sus tres socios de Swords of Essex, Paul Robinson, Jerry Sevanchez y Scott Wainwright. Anunciaron que los campeonatos de tríos no eran específicos de ninguna promoción y, por lo tanto, podían defenderse en cualquier lugar.
Ospreay luchó en una serie de eventos en el 2016 para la promoción WCPW/Defiant Wrestling, ganándole a luchadores como Noam Dar, Marty Scurll y Martin Kirby. En WCPW Loaded #15 Ospreay derrotó a Martin Kirby con ayuda de Adam Pacitti, Paul Robinson & Scott Wainwright, uniéndose al Pacitti Club. En WCPW True Destiny, Ospreay hizo equipo con Scotty Wainwright y derrotaron a El Ligero & Gabriel Kidd, Johnny Musgo & Liam Slater y a Prospect (Alex Gracie & Lucas Archer) en una lucha de escaleras para convertirse en los campeones de parejas de WCPW. Perdieron el título contra War Machine en un episodio de Loaded. En agosto de 2017, Ospreay llegó a la final del Pro Wrestling Word Cup, antes de perder con Kushida.
El 4 de enero de 2017, Ospreay, junto con su amigo el también luchador Ryan Smile, comenzaron su propia promoción, conocida como Lucha Forever. Su primer evento tomó lugar el 17 de abril en Birmingham, llamado The Dawning of Forever.
En agosto de 2017, Ospreay debutó en Professional Wrestling Alliance (PWA) en su evento de Sídney. Originalmente fue pactado para luchar contra el campeón de PWA Robbie Eagles en una lucha no titular, pero a último momento Eagles puso su campeonato en línea. Ospreay derrotó a Eagles y ganó el campeonato por primera vez. Después, Ospreay anunció que se mudaría a Australia y empezaría trabajar regularmente para PWA y otras promociones independientes locales. Ospreay dijo que él sentía que podía ayudar a la escena australiana de lucha libre, mientras no lo necesitaran en el Reino Unido. Días más tarde, Ospreay enfrentó a Adam Brooks en el evento principal del Melbourne City Wrestling, derrotándolo y ganando el MCW Intercommonwealth Championship.

### All Elite Wrestling (2022–presente)
Dos semanas después de que Great-O-Khan y Jeff Cobb debutaran en AEW Dynamite, Ospreay hizo su debut sorpresa para All Elite Wrestling (AEW) en el episodio del 8 de junio de 2022 de Dynamite, donde junto con otros luchadores, atacó a Trent Beretta y FTR. En la edición del 10 de junio de AEW Rampage, Beretta y FTR obtuvieron una victoria contra Ospreay de United Empire y Davis y Fletcher de Aussie Open. Ospreay compitió en su primer combate individual en el episodio especial del 15 de junio de Dynamite, Road Rager, donde derrotó a Dax Harwood. Después del combate, Ospreay y los compañeros de United Empire atacaron a FTR y Roppongi Vice una vez más, solo para ser interrumpidos por Orange Cassidy, quien miró fijamente a Ospreay. Poco después, se programó un combate individual entre ambos para AEW×NJPW: Forbidden Door, por el recién ganado Campeonato de los Estados Unidos IWGP de Ospreay, quien defendió con éxito el título contra Cassidy.
El 27 de julio, se reveló el Campeonato Mundial de Tríos de AEW, con Ospreay y Aussie Open como participantes en el torneo inaugural. El 24 de agosto, ellos derrotaron a Death Triangle para avanzar a las semifinales, donde fueron derrotados por The Elite (Kenny Omega y The Young Bucks) el 31 de agosto. Después de ese combate, United Empire atacó a The Elite.

## Vida personal
Ospreay sostuvo relación con la luchadora Blair Davenport, la cual terminó en 2021.

## En lucha
- Movimientos Finales
  - 540° corkscrew senton bomb - 2015;
  - 630° senton[47]
  - Corkscrew shooting star press
  - OsCutter (Springboard cutter)[48][49]
  -  Stormbreaker (Double Underhook Twisting Neckbreaker)
- Movimientos de firma
  - Air Assassin (Imploding 450° splash)
  - Burning Star Press (Shooting star press to an opponent hanging in the top rope)
  - Storm Driver '93 (Sitout double underhook powerbomb)
  - Essex Destroyer (Front flip DDT)[50]
  - Multiple kick variations
    - 540°
    - Robinson Special (720° to a grounded opponent)
    - Cheeky Nandos Kick (Super to an opponent on the turnbuckle)
    - Drop
    - Handspring enzuigiri
    - Roundhouse
    - Silent Whisper (Super)

  - Iron Octopus (Octopus hold)
  - Pip Pip Cheerio (Springboard forearm smash)
  - Snap Suplex
  - Brainbuster
  - Rainham Maker (Standing moonsault side slam, sometimes preceded by a wrist-lock) - adopted from Kazuchika Okada
  - Running knee strike to an opponent's head (used as a finisher in WCPW)
  - Sasuke Special (Cartwheel over the top rope suicide corkscrew moonsault)
  - Standing corkscrew somersault senton
  - Standing shooting star press
  - Stunner, as a reversal to a suplex
- Mánagers
  - Bea Priestley
- Apodos
  - "The Aerial Assassin"[51]
  - "The Kingpin"
  - "Sky King"
  - "The Commonwealth King"
  - "QuickSilver"
  - "The Cat"
- Entrance themes
  - "Goin' Down" by Brady Ellis/Warner Chappell (Usado  en Ring of Honor)[52]
  - "The Aerial Assassin" por Yonosuke Kitamura[53]
  - "Shoot to Thrill" por AC/DC
  - "Just One" por Hoobastank
  - "Elevated" por It Lives, It Breathes

## Campeonatos y logros
- All Elite Wrestling

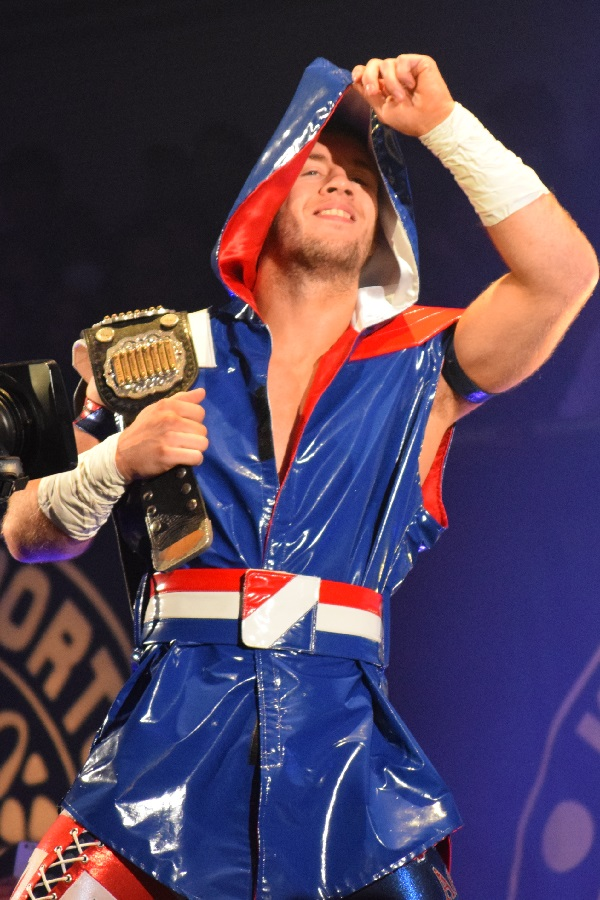
Ospreay como Campeón Peso Pesado Junior de la IWGP.

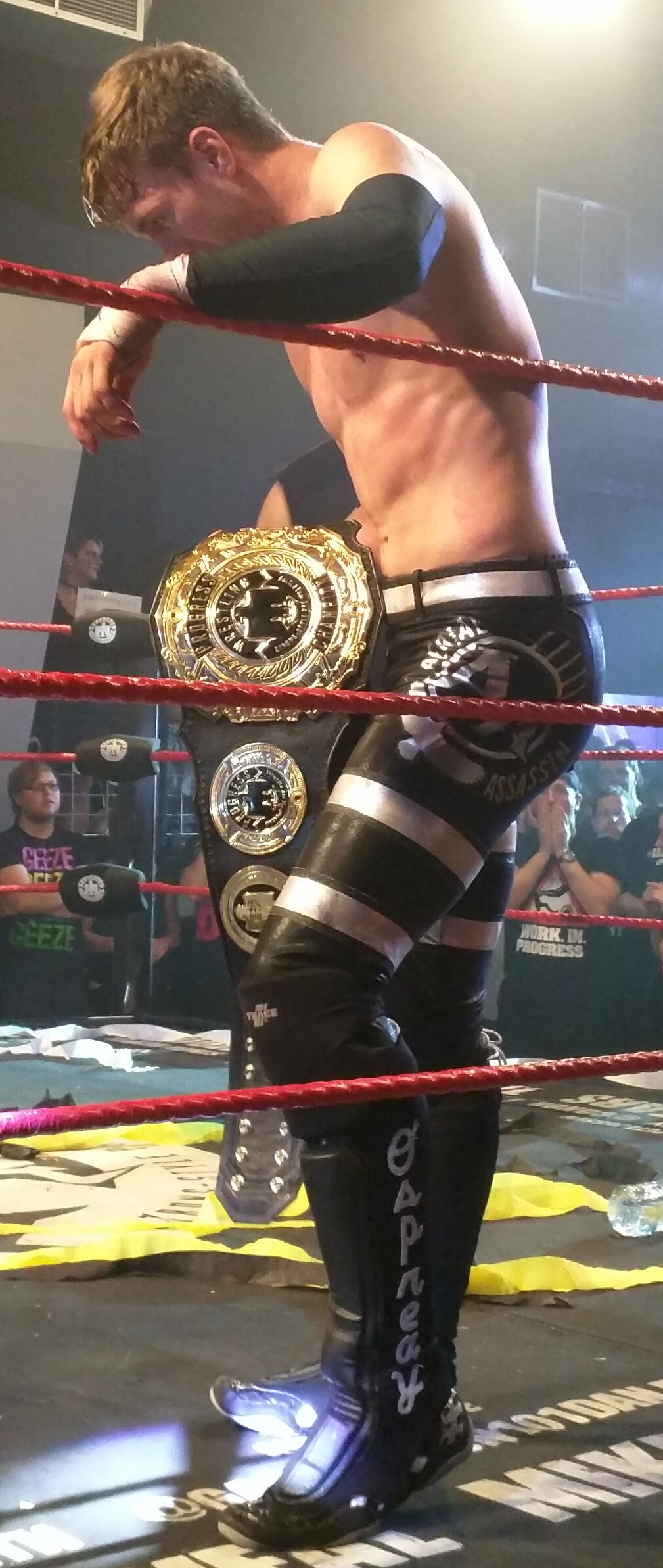
Ospreay como Campeón Mundial de Progress.

  - AEW International Championship (2 veces)
- Future Pro Wrestling
  - FPW Tag Team Championship (1 vez) – con Paul Robinson

- Lucha Britannia
  - Lucha Britannia World Championship (2 veces)

- Melbourne City Wrestling
  - MCW Intercommonwealth Championship (1 vez)[54]

- New Japan Pro-Wrestling
  - IWGP World Heavyweight Championship (1 vez)
  - NEVER Openweight Championship (1 vez)
  - IWGP Junior Heavyweight Championship (3 veces)
  - IWGP United States Heavyweight Championship (2 veces, último)
  - Best of the Super Juniors (2016 y 2019)
  - New Japan Cup (2021)

- Preston City Wrestling
  - PCW 'One to Watch in 2015' End of Year Award (2014)[55]
- Progress Wrestling
  - Progress Championship (1 vez)
  - Progress Tag Team Championship (1 vez) – con Paul Robinson
  - Super Strong Style 16 (2015)
  - Thunderbastard (2014)[56]

- Professional Wrestling Alliance
  - PWA Heavyweight Championship (1 vez)

- Reloaded Championship Wrestling Alliance
  - RCWA Elite-1 Championship (1 vez)[57]

- Revolution Pro Wrestling
  - British Heavyweight Championship (1 vez)
  - British Cruiserweight Championship (2 veces)[58]
  - Undisputed British Tag Team Championship (1 vez) – con Paul Robinson
- Ring of Honor
  - ROH World Television Championship (1 vez)
  - Best Move of the Year (2017) – OsCutter[59]
- SoCal Uncensored
  - Match of the Year (2016) con Matt Sydal y Ricochet vs. Adam Cole y The Young Bucks (Matt Jackson & Nick Jackson) el 3 de septiembre[60]
- Southside Wrestling Entertainment
  - SWE Speed King Championship (2 times)

- Pro Wrestling Illustrated
  - Clasificado en el puesto n.º 16 en los PWI 500 de 2016[61]
  - Clasificado en el puesto n.º 21 en los PWI 500 de 2017[62]
  - Clasificado en el puesto n.º 12 en los PWI 500 de 2018[63]
  - Clasificado en el puesto n.º 10 en los PWI 500 de 2019[64]
  - Clasificado en el puesto n.º 21 en los PWI 500 de 2020[65]
  - Clasificado en el puesto n.º 7 en los PWI 500 de 2021[66]
  - Clasificado en el puesto n.º 27 en los PWI 500 de 2022[67]
  - Clasificado en el puesto n.º 17 en los PWI 500 de 2023[68]
  - Clasificado en el puesto n.º 3 en los PWI 500 de 2024[69]

- Wrestling Observer Newsletter
  - Best Flying Wrestler (2016)[70]
  - Lucha del Año (2019) vs. Shingo Takagi el 5 de junio
  - Lucha 5 estrellas (2016) con Matt Sydal y Ricochet vs. Adam Cole y The Young Bucks (Matt Jackson & Nick Jackson) el 3 de septiembre[71]
  - Lucha 5 estrellas (2017) vs. Kushida el 3 de junio[72]
  - Lucha 5 estrellas (2018) vs. Marty Scurll en Sakura Genesis el 1 de abril
  - Lucha 5 estrellas (2018)  con Hiroshi Tanahashi vs. Kenny Omega & Kota Ibushi en Road to Tokyo Dome: Day 2 el 15 de diciembre
  - Lucha 5 estrellas (2019) vs. Bandido en Best of the Super Juniors – Day 8 el 23 de mayo
  - Lucha 5¾ estrellas (2019) vs. Shingo Takagi en Best of the Super Juniors – Finals el 5 de junio
  - Lucha 5 estrellas (2019) vs. Dragon Lee en Dominion 6.9 in Osaka-jo Hall el 9 de junio
  - Lucha 5 estrellas (2019) vs. Kota Ibushi en G1 Climax 2019 - Tag 5 el 18 de julio
  - Lucha 5¾ estrellas (2019) vs. Kazuchika Okada en G1 Climax 2019 - Tag 7 el 20 de julio
  - Lucha 5½ estrellas (2020) vs. Hiromu Takahashi en Wrestle Kingdom 14 in Tokyo Dome: Day 1 el 4 de enero de 2020
  - Lucha 5 estrellas (2020) vs. Zack Sabre Jr. el 14 de febrero
  - Lucha 5 estrellas (2020) vs. Shingo Takagi en G1 Climax 2020 - Day 5 el 27 de septiembre
  - Lucha 5¼ estrellas (2021) vs. Kazuchika Okada en Wrestle Kingdom 15 in Tokyo Dome: day 1 el 4 de enero
  - Lucha 5 estrellas (2021) vs. Zack Sabre Jr. en New Japan Cup - Day 8 el 14 de marzo de 2021
  - Lucha 5½ estrellas (2021) vs. Shingo Takagi en New Japan Cup el 21 de marzo de 2021
  - Lucha 6 estrellas (2021) vs. Shingo Takagi en Wrestling Dontaku 2021 el 4 de mayo de 2021
  - Lucha 5¾ estrellas (2022) vs. Kazuchika Okada en Wrestle Kingdom 16 in Tokyo Dome: Day 2 el 5 de enero
  - Lucha 5 estrellas (2022) vs. Michael Oku en High Stakes el 29 de enero
  - Lucha 5 estrellas (2022) vs. Zack Sabre Jr. en New Japan Cup - Day 13 el 21 de marzo
  - Lucha 5½ estrellas (2022) vs. Shingo Takagi en G1 Climax 2022 - Day 12 el 6 de agosto
  - Lucha 5¾ estrellas (2022) vs. Kazuchika Okada en G1 Climax 2022 - Day 20 el 18 de agosto
  - Lucha 5 estrellas (2022) vs. Ricky Knight Jr. en RevPro Ten Year Anniversary: Day 2 el 21 de agosto
  - Lucha 5 estrellas (2022) con Aussie Open (Kyle Fletcher & Mark Davis) vs. Death Triangle (PAC, Penta El Zero M & Rey Fénix) en Dynamite el 24 de agosto
  - Lucha 5 estrellas (2022)  vs. Tetsuya Naito en NJPW Battle Autumn: Day 16 el 5 de noviembre
  - Lucha 6½ estrellas (2023)  vs. Kenny Omega en Wrestle Kingdom 17 el 4 de enero
  - Lucha 6 estrellas (2023)  vs. Kenny Omega en Forbidden Door el 25 de junio
  - Lucha 6 estrellas (2023)  vs. Tetsuya Naito en G1 Climax 2023 - Day 18 el 12 de agosto
  - Lucha 5 estrellas (2023)  vs Shingo Takagi en RevPro 11 Year Anniversary Show el 26 de agosto
  - Lucha 5 estrellas (2023)  vs Yota Tsuji en NJPW Destruction in Kobe el 24 de septiembre
  - Lucha 5½ estrellas (2023)  vs Zack Sabre Jr en NJPW Royal Quest III el 14 de octubre
  - Lucha 5¼ estrellas (2023)  vs Mike Bailey en Bound For Glory el 21 de octubre
  - Lucha 5¾ estrellas (2023)  vs Shota Umino en NJPW Power Struggle el 4 de noviembre
  - Lucha 5 estrellas (2024)  vs Kazuchika Okada en NJPW Battle in the Valley el 13 de enero
  - Lucha 5½ estrellas (2024)  vs Josh Alexander en TNA iMPACT #1017 el 14 de enero
  - Lucha 6 estrellas (2024)  vs Michael Oku en RevPro High Stakes el 18 de febrero
  - Lucha 5¾ estrellas (2024)  vs Konosuke Takeshita en AEW Revolution el 3 de marzo
  - Lucha 5 estrellas (2024)  vs Kyle Fletcher en AEW Dynamite #231 el 6 de marzo
  - Lucha 6½ estrellas (2024)  vs Bryan Danielson en AEW Dynasty el 21 de abril
  - Lucha 5½ estrellas (2025).  con Swerve Strickland vs The Young Bucks en All in Texas el 12 de julio

- What Culture Pro Wrestling
  - WCPW Tag Team Championship (1 vez) – con Scotty Wainwright[73]
  - Defiant Wrestling Award for Match of the Year (2017) – vs Drew Galloway el 6 de marzo[74]

- Other titles
  - British Triangle Championship (1 vez) – con Paul Robinson y Scott Wainwright[75]